# Kanton Saint-Pé-de-Bigorre
Kanton Saint-Pé-de-Bigorre (francouzsky Canton de Saint-Pé-de-Bigorre) je francouzský kanton v departementu Hautes-Pyrénées v regionu Midi-Pyrénées. Tvoří ho čtyři obce.

## Obce kantonu
- Barlest
- Loubajac
- Peyrouse
- Saint-Pé-de-Bigorre